# David Dumain
David Dumain, né le 13 février 1974 à Vesoul (Haute-Saône), est un journaliste et pilote moto français. Commentateur du MotoGP sur Canal+ de 2019 à 2021, il est l'actuel directeur de la rédaction de Moto Journal et de Moto Revue. Spécialisé en vitesse, vice-champion de France d'endurance en 2006, il compte 11 participations au Bol d'or, 9 participations aux 24 Heures du Mans et il a remporté les 24 Heures de Barcelone en 2014.

## Biographie
Originaire de Vesoul, David Dumain suit les cours de l'Institut pratique de journalisme de Paris de 1995 à 1997, d'où il sort diplômé.
En 1997, il débute au quotidien sportif L'Équipe après avoir remporté le concours de la Page d’or réservé aux étudiants en journalisme. Il travaille ensuite à France Football, puis rejoint l’hebdomadaire Moto Revue. En 1999, il participe à la création du bimestriel L’Intégral, toujours au sein des éditions Larivière. Parallèlement, il commence sa carrière sportive en supermotard à l'âge de 25 ans puis passe rapidement à la vitesse et à l’endurance moto en disputant en 1999 le Bol d’or sur le Circuit Paul-Ricard. En 2002, il  devient rédacteur en chef de L’Intégral et fait une pause dans sa carrière sportive. En 2003, il boucle les trois courses de 24 Heures du Master of Endurance : les 24 Heures Moto du Mans, les 24 Heures de Liège moto à Spa-Francorchamps et le Bol d’or, qu’il dispute pour la quatrième fois et qu’il termine à la 16e position.
En 2004, il participe de nouveau au Bol d’or avec pour coéquipier l'Américain Kevin Schwantz, champion du monde 1993 des Grands Prix 500 cm3, sorti de sa retraite pour l’occasion. Plusieurs chutes contraindront la Suzuki no 34 à l’abandon.
En 2006, il est vice-champion de France d’endurance sur Suzuki avec le team nantais Defi Bike Racing. En 2007, il signe avec le team Yamaha Rac 41 pour disputer le Championnat du monde d'endurance moto en catégorie Superproduction (4e aux 24 Heures du Mans). À la fin de l'année 2007, il rejoint Moto Journal pour être  rédacteur en chef de l’hebdomadaire et fait une nouvelle pause dans sa carrière sportive. En 2009, il s’engage aux 24 Heures du Mans au guidon d’une Honda RC 30 accusant 20 ans de différence d’âge avec les motos modernes, au sein d’une équipe de journalistes de Moto Journal. Ils réussissent l’exploit de qualifier la machine et parviennent à rejoindre l’arrivée en 26e position, et remportent au passage la catégorie Open.
En 2010, trente ans après la victoire historique de Patrick Pons, il participe aux mythiques 200 Miles de Daytona. Seul pilote français engagé, il rallie l’arrivée en 25e position après un problème moteur,. En septembre, il pilote un prototype français, la Roadson 550 Superleggera, qu'il mène à la victoire en challenge Protwin.
En 2011, il se classe 5e de la catégorie Superstock au Bol d'or sur la Kawasaki du Maccio Racing et termine 6e de la Coupe du monde FIM d’endurance. En 2012, il se classe 9e du championnat du monde d’endurance sur la Suzuki R2CL, après une 9e place EWC au Bol d'or.

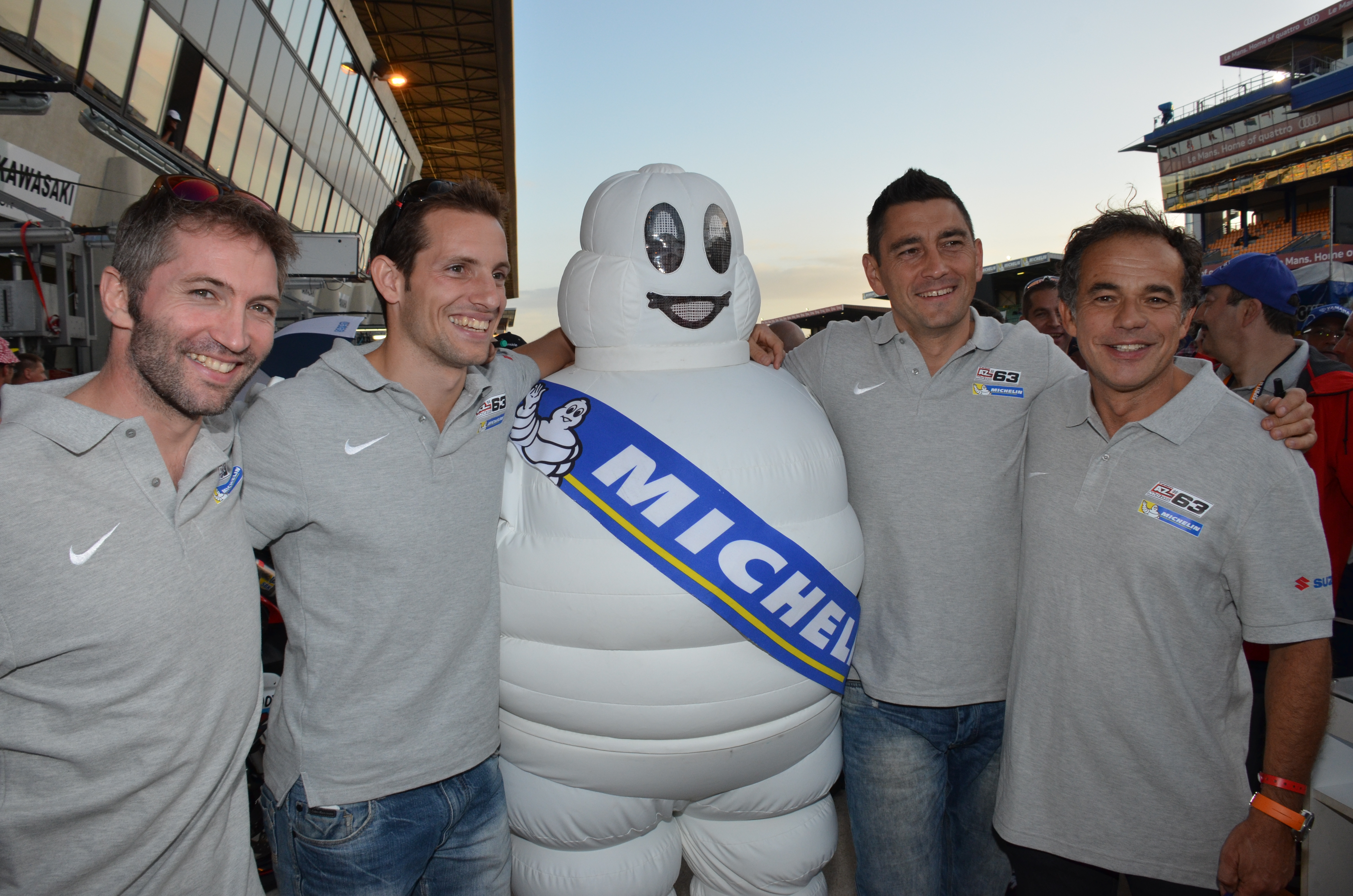
David Dumain, Renaud Lavillenie, Stéphane Mézard et Philippe Monneret aux 24 heures du Mans Moto 2013.

En 2013, il est le coéquipier de Renaud Lavillenie, qui participe pour la première fois aux 24 Heures du Mans au sein du team Suzuki AZ Motos. L’équipage termine à la 25e position, 13e en coupe du monde Superstock. Renaud Lavillenie est ainsi le premier champion olympique français à marquer des points dans une compétition internationale de sport motocycliste.
En juillet 2014, il remporte les 24 Heures de Barcelone sur la Kawasaki Hall Motos 02. En septembre 2014, il est victime d’un grave accident à plus de 200 km/h (fractures cervicale C1) lors des 24 Heures du Mans, qu’il disputait de nouveau aux côtés de Renaud Lavillenie,. Après cinq mois de convalescence, il crée avec ce dernier le Team LMD 63 (initiales de Lavillenie, Mézard, Dumain) et retourne au Mans en tant que team-manager . Il reprend le guidon en compagnie de Renaud Lavillenie pour le Bol d'Argent 2016.
En février 2017, il quitte Moto Journal pour se consacrer à ses projets dans l'audiovisuel, mais il prend cependant la rédaction en chef d’un nouveau trimestriel moto : Petrol Head. Il collabore également aux magazines Moto Heroes et Option Auto.
En juin 2023, il revient aux Éditions Larivière en tant que rédacteur en chef de L'Officiel du Cycle et de la Moto, puis devient en décembre 2024 directeur des rédactions moto route et notamment de Moto Journal et Moto Revue.

### Télévision
De 2013 à 2017, il commente le championnat de Supercross américain sur la chaîne AB Moteurs et fait plusieurs apparitions en tant que consultant MotoGP sur Eurosport et sur Daytona pour Motors TV.
En février 2017, il fonde sa société de production et collabore avec Eurosport sur le championnat du monde d'Endurance  et avec la nouvelle chaîne Motorsport.tv où il assure les commentaires de six championnats (vitesse, motocross, courses sur route) et diffuse sa nouvelle émission de 24 minutes intitulée "Un Motard Une Histoire" ("One Motorcycle One Hero" sur le réseau anglophone de Motorsport.tv).
En novembre 2017, il lance avec le réalisateur Éric Communier Sans Concession, un talk-show hebdomadaire diffusé en ligne d'actualité sur la moto.
Depuis 2018, il est producteur du programme race review du championnat du monde d'endurance EWC.
De mars 2019 à novembre 2021, il commente les Grands Prix MotoGP sur Canal+ avec pour consultant l'ancien pilote MotoGP Randy de Puniet. Laurent Rigal lui succède à partir de 2022.
En 2024, il lance l'émission mensuelle Powersport News consacrée au sport moto et diffusée sur la chaîne Sport en France, programme reconduit en 2025. 

### Sécurité routière
En janvier 2010, il lance avec Moto Journal un label « Oui à la Moto » pour soutenir la Sauvegarde des activités motorisées initiée par la FFM, le Codever et la FFMC. En 2011, il participe à une table ronde à l'Assemblée nationale sur les problèmes spécifiques des deux-roues motorisés, dans le cadre de la mission d’information relative à l’analyse des causes des accidents de la circulation et à la prévention routière. Il contribue à la création d’un collectif provisoire de la presse moto, mobilisé contre les mesures adoptées par le Comité interministériel de la sécurité routière du 6 juin 2011. Cette mobilisation donne lieu à la publication d’un sondage portant sur plus de 10 0000 réponses, publié le 18 juin 2011 pour défendre la cause des motards.

### Livres
En février 2015, il publie un livre à la suite de son accident, intitulé A Toute Vitesse, qui revient sur son expérience de pilote et de journaliste moto. Il qualifie cet ouvrage de "motobiographie". 
En avril 2020, il sort avec Gabrielle Poughon un livre intitulé 20 Histoires Extraordinaires de Moto ; le tome 2 sort fin novembre 2020. Durant ce même mois paraît un autre ouvrage qu'il a co-écrit avec Jean-Louis Basset, La Fabuleuse Histoire de Brough Superior , avec un avant-propos de l'écrivain-voyageur Sylvain Tesson, et qui comprend un Blu-ray du film Lawrence d'Arabie et un DVD du road-trip que les auteurs ont effectué sur les traces de Thomas Edward Lawrence, lorsqu'il avait effectué un tour de France des châteaux médiévaux à vélo en 1908. Réalisé en collaboration avec Eric Communier, le film fait partie de la sélection du French Riviera Motorcycle Film Festival de Nice dans la catégorie longs métrages. 
Il rédige le livre officiel des 24 Heures du Mans Motos depuis 2022 chez Sophia Editions, éditeur avec lequel il a publié une biographie du pilote français Fabio Quartararo en 2023 et une Histoire de la Moto en 2024.
En septembre 2024, il publie Moto & Rock aux éditions Glénat.